# Фернандес, Алехандро
Алехандро Фернандес Абарка (исп. Alejandro Fernández Abarca, род. 24 апреля 1971, Гвадалахара, Халиско) — мексиканский певец мариачи. За свою карьеру он был удостоен двух латиноамериканских премий «Грэмми» и звезды на Голливудской аллее славы.
Продал более 20 миллионов пластинок по всему миру, что делает его одним из самых успешных испаноязычных музыкальных исполнителей. 
Сын певца и продюсера Висенте Фернандеса.